# 歐陽敏盛
歐陽敏盛（1949年1月25日—），台灣核能科技學者，臺南市新營區人，曾任行政院原子能委員會主任委員。

## 生平
歐陽敏盛於國立清華大學核子工程學系（今工程與系統科學系）畢業並獲得學士學位後，前往美國進入威斯康辛大學就讀，並獲得機械工程碩士與博士學位。回到台灣後曾在行政院原子能委員會核能研究所、國立清華大學工程與系統科學系任職，並曾擔任行政院原子能委員會副主任委員、主任委員、財團法人核能科技協進會董事長。

## 著作
- 《核能發電工程學》，楊昭義、歐陽敏盛，水牛出版社，1997年1月15日，ISBN 9575995678。

## 其他
歐陽敏盛是台灣核能科技界少見的民主進步黨黨員，並且個人立場較傾向廢除核能的使用。但是他反對貿然廢除核能使用，與民主進步黨大部分人物的立場有所差異。

## 外部連結
- 行政院原子能委員會歷任主任委員介紹 （页面存档备份，存于）

| 官衔          | 官衔                                                            | 官衔          |
| ------------- | --------------------------------------------------------------- | ------------- |
| 行政院        |                                                                 |               |
| 前任： 胡錦標 | 行政院原子能委員會主任委員 第十一任 2002年2月1日－2007年5月20日 | 繼任： 蘇獻章 |